# Грозный (пароход, 1843)
«Грозный» — колёсный военный пароход Черноморского флота Российской империи.

## Описание парохода
Длина парохода составляла 43,6 метра, ширина — 7,9 метра. На пароходе была установлена паровая машина мощностью 120 номинальных л. с.. Вооружение парохода составляли две 68-фунтовых карронады, четыре 18-фунтовых пушко-карронады и одна 68-фунтовая бомбовая пушка.

## История службы
Пароход был заложен в Николаевском адмиралтействе 13 (25) мая 1842 года и после спуска на воду 17 (29) сентября 1843 года вошёл в состав Черноморского флота России в качестве военного парохода. Строительство вёл корабельный мастер капитан И. C. Дмитриев.
В 1849 году на «Грозном» прибыл в Константинополь русский неклассный художник Иван Дмитриевич Захаров, где он написал портреты султана и его детей; о своём путешествии он рассказал в книге «Путевые записки русского художника».  
Принимал участие в спасательной операции налетевшего 17 (29) октября 1853 года на каменную гряду парохода «Еникале». Прибыл к месту аварии и, забрав пассажиров с потерпевшего аварию парохода, доставил их в Керчь.
Принимал участие в Крымской войне. 30 августа (11 сентября) 1855 года «Грозный» был затоплен в Северной бухте при оставлении города гарнизоном. При расчистке Севастопольской бухты 18 (30) июля 1858 года (по другим данным 1857 года) пароход был поднят, а 29 сентября (2 октября) того же года корпус, машины и котлы судна были проданы.

## Память

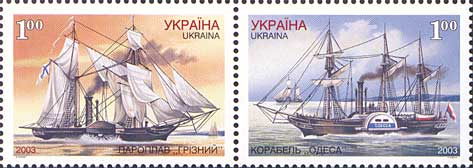
Пароход «Грозный» и пароходофрегат «Одесса» на почтовых марках Украины 2003 года

- В 1905 году к 50-летию обороны Севастополя, сооружён монумент «Памятник затопленным кораблям»[8].
- В 2003 году на Украине выпущены почтовые марки с пароходофрегатом «Одесса» и пароходом «Грозный»[9].
- Изображен на литографии Подустова, выполненной по собственному рисунку художника[10].